# R. S. V. P.
R. S. V. P. es una abreviatura de la expresión en francés: «répondez s'il vous plaît», lit. 'responda por favor'. Suele aparecer en las tarjetas de invitación.
Suele asociarse a una invitación para cualquier evento, privado o público: una boda, una fiesta de cumpleaños, la inauguración de una exposición, etc. Se utiliza, sobre todo, cuando los organizadores del evento necesitan saber de antemano el número de asistentes reales para organizar el número adecuado de asientos o de raciones para los refrescos o la comida. La etiqueta dicta que se debe responder con prontitud a una invitación de este tipo, por respeto a la persona que invita.
La Fundación del Español Urgente recomienda usar la abreviatura S. R. C. (Se ruega contestación).